# Marobóduo
Marobóduo (em latim: Maroboduus; c. 30 a.C. - 37 d.C.) foi rei dos marcomanos, povo germânico da Antiguidade, célebre por enfrentar militarmente os romanos.
Nascido em família nobre da tribo germânica dos marcomanos, Marobóduo viveu sua juventude na península Itálica, gozando dos favores do imperador Augusto. Os marcomanos haviam sido derrotados fragorosamente pelos romanos em 10 a.C.; no ano seguinte Marobóduo retornou à Germânia e tornou-se o soberano daquele povo. Para lidar com a ameaça da expansão do Império Romano rumo à bacia dos rios Reno e Danúbio, levou o povo para a área conhecida posteriormente como Boêmia, para ficar fora do alcance da influência romana. Lá, assumiu o título de rei e organizou uma confederação de diversas tribos germânicas vizinhas. Historicamente, foi o primeiro governante da Boêmia.
Augusto planejou, no ano 6 d.C., destruir o poderoso reino de Marobóduo, que era considerado muito perigoso pelos romanos. O imperador seguinte, Tibério, liderou doze legiões para atacar os marcomanos; porém o início da Grande Revolta Ilíria bem na retaguarda dos romanos, forçou Tibério a assinar um tratado de paz com Marobóduo e reconhecê-lo como rei.
A rivalidade entre ele e Armínio, líder dos queruscos que infligiu a derrota devastadora aos romanos, liderados por Públio Quintílio Varo na batalha da Floresta de Teutoburgo, em 9 d.C., não permitiu um ataque conjunto aos territórios romanos além do Reno, liderados ao norte por Armínio e ao sul por Marobóduo. No entanto, de acordo com o historiador romano do primeiro século depois de Cristo, Marco Veleio Patérculo, Armínio teria enviado a cabeça de Varo para Marobóduo; o rei dos marcomanos, por sua vez, teria a enviado para Augusto. Na guerra de vingança travada por Tibério e Germânico contra os queruscos, Marobóduo permaneceu neutro.
Em 17 d.C., após Armínio ter forçado os romanos a abandonarem seus esforços de conquistar o norte da Germânia, eclodiu a guerra entre Armínio e Marobóduo; após uma batalha sem vencedores, Marobóduo recuou para a Boêmia no ano seguinte. No ano seguinte, Catualda, um nobre que havia sido exilado por Marobóduo, muito provavelmente - possivelmente apoiado pelos romanos - e derrotou Marobóduo. O rei deposto teve de fugir para a Itália, onde foi preso por Tibério e passou 18 anos em Ravena, onde morreu em 37.